# Салу (Тарту)
Са́лу (ест. Salu küla) — село в Естонії, у волості Тарту повіту Тартумаа.

## Населення
Чисельність населення на 31 грудня 2011 року становила 71 особу.

## Географія
Через населений пункт проходить автошлях 22220 (Лягте — Еліствере).